# Equilibrio (EP)
Equilibrio è il secondo EP del rapper italiano Ensi, pubblicato il 7 giugno 2010 dalla Doner Music.

## Descrizione
Equilibrio è stato interamente prodotto da Big Fish, ad eccezione del brano Come una polaroid, prodotto da Roofio dei Two Fingerz.
Il primo brano estratto è stato Né vinto né vincitore, a cui ha fatto seguito il singolo Terrone arricchito dagli scratch di DJ Double S e due remix sempre dello stesso singolo con le collaborazioni di alcuni rapper del sud Italia come Clementino e Kiave.
Presente nell'album anche Generazione Tuning, che ha visto la partecipazione del rapper Vacca.

## Tracce
1. Né vinto né vincitore – 3:36
2. Per amore (feat. Raige) – 3:44
3. Terrone (scratches DJ Double S) – 3:35
4. Come una polaroid (feat. Two Fingerz) – 3:35
5. Cosa ci rimane – 4:21
6. Generazione Tuning (feat. Vacca) – 4:01
7. Stessi flash (feat. Zuli) – 4:34
8. Terrone RMX (feat. Clementino, Johnny Marsiglia, Miss Fritty, Ira, Op.rot, Kiave) – 3:35
9. Terrone RMX (feat. Turi e Polo) – 3:26